# Сапата Кирос, Луис
Лу́ис Сапа́та Киро́с (исп. Luis Zapata Quiroz; 27 апреля 1951, Чильпансинго-де-лос-Браво, штат Герреро, Мексика — 4 ноября 2020) — мексиканский писатель, драматург и переводчик. Автор многочисленных сочинений в жанре ЛГБТ-литературы.

## Биография

### Образование
Родился в Чильпансинго-де-лос-Браво 27 апреля 1951 года в семье Луиса Сапаты и Гваделупе, урождённой Кирос. Начальное и среднее образование получил в родном городе. Затем обучался в средней школе в городе Куэрнавака. В 1980 году получил степень бакалавра французской литературы на факультете философии и литературы Национального автономного университета Мексики. Позднее специализировался на средневековой французской литературе. В 1991—1992 годах был стипендиатом Национального фонда культуры и искусств и обучался в Сорбонне.

### Литературная деятельность
Дебютировал в 1975 году с романом «Даже в лучших семьях», за который получил премию Кетцалькоатля и с которым прошёл в финал Международной премии за лучший роман от издательства Новаро. В 1977 году издал сборник рассказов «Второй мост» и занял первое место в конкурсе малой прозы на французском языке, организованном Французским латиноамериканским институтом. В 1978 году был опубликован второй роман писателя «Вампир в римской колонии. Приключения, несчастья и мечты Адониса Гарсии», который принёс ему международную известность. В том же году книга была удостоена Национальной премии Хуана Грихальбо, а позднее переведена на английский язык и издана в США.
Многочисленные сочинения Сапаты — романы, малая проза, драмы, хроники, сценарии посвящены проблемам восприятия гомосексуальности в мексиканском обществе. Помимо писательской деятельности, он занимается переводами на испанский язык классических сочинений зарубежных авторов.
В 1992 году Сапата получил Государственную премию за литературные заслуги имени Хуана Руиса де Аларкона, присуждаемую правительством штата Герреро. В 2007 году он получил премию «За заслуги перед ЛГБТ», присуждаемую бизнесменами и общественными организациями мексиканского ЛГБТ-сообщества людям, которые активно выступали в защиту прав населения на сексуальную вариативность. Сапата является членом Национального общества творческих деятелей.
Он считается самым известным писателем-гомосексуалом в Мексике. Сочинения писателя пользуются признанием у литературных критиков. Они также высоко ценятся мексиканским ЛГБТ-сообществом за то, что борются с диффамацией, очищая образ мексиканского гомосексуала от стереотипного представления о «манерном, женоподобном до смешного» гее, который является «объектом упрёков и насмешек». ЛГБТ в книгах писателя представлены такими, какими они являются в его окружении, обыкновенными людьми. Творческая деятельность Сапаты помогла другим мексиканским писателям стать более открытыми в освящении темы гомосексуальности в мексиканском обществе.

## Сочинения

### Романы
- «Посмертная автобиография» (исп. Autobiografía póstuma, 2014)
- «Как тени и мечты» (исп. Como sombras y sueños, 2014)
- «Жизнь это сцена и фарс» (исп. Escena y farsa es la vida, 2014)
- «Вечная история» (исп. La historia de siempre, 2007)
- «Семь ночей у моря» (исп. Siete noches junto al mar, 1999)
- «Постулаты хорошего гольфиста» (исп. Los postulados del buen golpista, 1995)
- «Сильнейшая страсть» (исп. La más fuerte pasión, 1995)
- «Почему бы нам не последовать лучшему?» (исп. ¿Por qué mejor no nos vamos?, 1992)
- «Тайная сестра Анжелики Марии» (исп. La hermana secreta de Angélica María, 1989)
- «В клочья» (исп. En jirones, 1985)
- «Мелодрама» (исп. Melodrama, 1983)
- «Многолетние лепестки» (исп. De pétalos perennes, 1981)
- «Вампир в римской колонии» (исп. El vampiro de la colonia Roma, 1979)
- «Даже в лучших семьях» (исп. Hasta en las mejores familias, 1975)